# Metal Mad
Albums de Loudness
Breaking the Taboo
(2006) Return To Forever - Aun
(2009)
Metal Mad est le 21e album studio du groupe de heavy metal japonais Loudness, sorti en 2008.

## Liste des morceaux
| No  | Titre              | Durée |
| --- | ------------------ | ----- |
| 1.  | Fire Of Spirit     |       |
| 2.  | Metal Mad          |       |
| 3.  | High Flyer         |       |
| 4.  | Spellbound #9      |       |
| 5.  | Crimson Paradox    |       |
| 6.  | Black And White    |       |
| 7.  | Whatsoever         |       |
| 8.  | Call Of The Reaper |       |
| 9.  | Can't Find My Way  |       |
| 10. | Gravity            |       |
| 11. | Transformation     |       |

## Crédits
- Paroles: Minoru Niihara (#2 - 11)
- Musique: Akira Takasaki

### Loudness
- Minoru Niihara - Chants
- Akira Takasaki - Guitare
- Masayoshi Yamashita - Basse
- Munetaka Higuchi - Batterie